# Calophya nigrella
Calophya nigrella är en insektsart som beskrevs av Jensen 1957. Calophya nigrella ingår i släktet Calophya och familjen Calophyidae. Inga underarter finns listade i Catalogue of Life.